# Scott Cramer
Scott Cramer (* 18. August 1958 in Rochester, New York) ist ein ehemaliger US-amerikanischer Eiskunstläufer, der im Einzellauf startete.
Cramer, der im Alter von sechs Jahren ernsthaft mit dem Eiskunstlaufen begonnen hatte, wurde 1977 und 1979 US-amerikanischer Vizemeister hinter Charles Tickner. In diesen Jahren qualifizierte er sich somit auch für die Teilnahme an Weltmeisterschaften. 1977 in Tokio wurde er Neunter und 1979 in Wien Fünfter. 1980 beendete er seine Amateurkarriere und wurde Weltmeister bei den Profis. Er arbeitet als Chiropraktiker und hat fünf Kinder.

## Ergebnisse
| Wettbewerb / Jahr                | 1976 | 1977 | 1978 | 1979 | 1980 |
| -------------------------------- | ---- | ---- | ---- | ---- | ---- |
| Weltmeisterschaften              |      | 9.   |      | 5.   |      |
| US-amerikanische Meisterschaften | 3.   | 2.   |      | 2.   | 4.   |